# Devonshire House

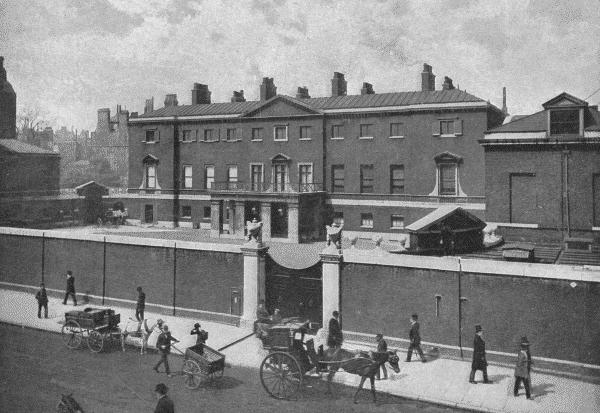
Devonshire House 1896

Devonshire House war ein Herrenhaus am Piccadilly in der britischen Hauptstadt London. Im 18. und 19. Jahrhundert war es die Stadtresidenz der Dukes of Devonshire. Das Haus im palladianischen Stil wurde nach Plänen des Architekten William Kent etwa 1740 für William Cavendish, 3. Duke of Devonshire errichtet und bis zum Ersten Weltkrieg genutzt; 1924 dann abgerissen.
Viele Angehörige des englischen Hochadels unterhielten große Häuser in London, die ihre Namen trugen. Als herzogliches Haus (im Unterschied zum restlichen Europa wird solch ein Haus in England nicht als „Palast“ bezeichnet) war Devonshire House eines der größten und großartigsten seiner Art, in einer Reihe mit Burlington House, Montagu House, Lansdowne House, Londonderry House, Northumberland House und Norfolk House. Mit Ausnahme von Burlington House und Lansdowne House, die wesentlich verändert wurden, wurden all diese Häuser längst abgerissen.
Heute steht an der Stelle des ehemaligen herzoglichen Hauses ein Geschäftshaus, das ebenfalls Devonshire House heißt.

## Anwesen

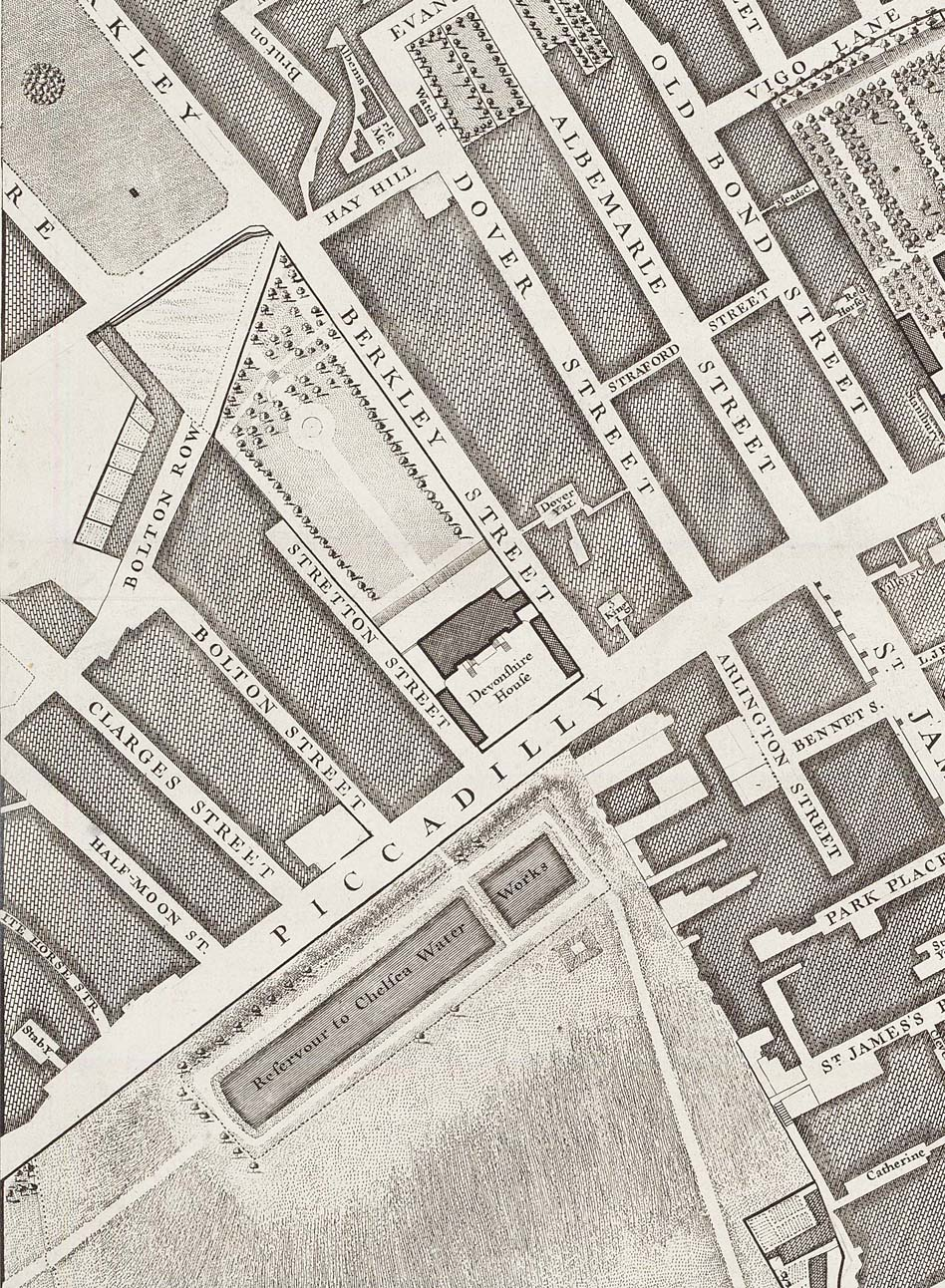
Das kurz vorher fertiggestellte Devonshire House auf John Rocque's Map of London von 1746

Devonshire House wurde auf dem Grundstück des früheren Berkeley House errichtet, das John Berkeley, 1. Baron Berkeley of Stratton, von 1665 bis 1673 für £ 30.000 nach der Rückkehr von seinem Aufenthalt als Vizekönig in Irland errichten ließ. In diesem Haus wohnte später Barbara Villiers, 1. Duchess of Cleveland, eine Mätresse von König Karl II. Das Haus, ein klassisches Herrenhaus, das von Hugh May gebaut worden war, kaufte William Cavendish, 1. Duke of Devonshire, 1697 und benannte es in Devonshire House um.
Am 16. Oktober 1733 wurde das frühere Berkeley House, das gerade renoviert wurde, durch einen Brand zerstört. Das Feuer wurde auf eine Unachtsamkeit der Arbeiter zurückgeführt. Ironischerweise überlebte die frühere Stadtresidenz des Herzogs, Old Devonshire House in der Boswell Street 48 in Bloomsbury beide Nachfolger bis zum Zweiten Weltkrieg.

## Ethos
Im 18. Jahrhundert veränderten sich die damals existierenden Formen der Unterhaltung und große, aufwändige Empfänge kamen in Mode, oft in der Form von Bällen oder Konzerten. Anfangs mieteten die Gastgeber für diese Zwecke einen der vielen neuen Versammlungsräume, die man gebaut hatte, um der neuen Mode nachzugehen. Aber es dauerte nicht lange, bis reichere Gastgeber, die häufiger solche Veranstaltungen ausrichteten, Ballsäle an ihre Stadthäuser anbauen ließen und noch reichere stattdessen ihre kleineren Häuser zugunsten von neuen, weitläufigen Palästen aufgaben, die nur der Unterhaltung dienten. Der Duke of Devonshire, Besitzer weitläufiger Ländereien, gehörte zu letzterer Kategorie. So bot der Brand von Devonshire House 1733 die Gelegenheit, ein Haus auf der Höhe der damaligen Mode zu bauen.
Der 3. Duke entschied sich für einen damals angesagten Architekten, William Kent, für den dies der erste Auftrag für ein Haus in London war. Das neue Haus wurde zwischen 1734 und etwa 1740 errichtet.
Kent war Protégé des immens kultivierten Richard Boyle, 3. Earl of Burlington und hatte auch an Chiswick House mitgearbeitet, das 1729 für den 3. Earl gebaut wurde, ebenso an der nahegelegenen Holkham Hall, die etwa 1741 fertiggestellt wurde. Beide Häuser waren in palladianischem Stil gehalten und galten als Ausgeburt modischer und feiner Architektur. Chiswick House sollte später ebenfalls in den Besitz der Dukes of Devonshire kommen, als der 4. Duke Lady Charlotte Boyle heiratete, die Tochter von Lord Burlington.

## Architektur

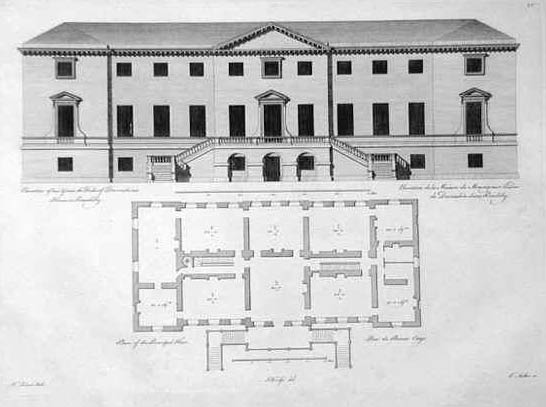
Auf- und Grundriss aus Vitruvius Britannicus, Band IV (1767)

In typisch palladianischem Stil bestand Devonshire House aus einem Corps de Logis, flankiert von zwei Flügeln für die Dienerschaft. Die Ernsthaftigkeit der Konstruktion mit drei Stockwerken und 11 Jochen veranlasste einen zeitgenössischen Kritiker, das Herrenhaus mit einem Lagerhaus zu vergleichen, und einen modernen Biografen Kents, seine „einfache Ernsthaftigkeit“ zu bemerken. Aber das kurios einfache Äußere kaschierte Kents verschwenderische Innenräume. Sie beherbergten große Teile der Kunstsammlung der Dukes of Devonshire, die als eine schönsten im Vereinigten Königreich galt, und eine bekannte Bibliothek, die in einem 12 Meter langen Raum untergebracht war. Unter ihren Schätzen war Claude Lorrains Liber Veritas, seine Aufzeichnungen in Skizzen von einem Leben voller Malerei. Im Wohnzimmer des Herzogs enthielt eine Vitrine über dem Kaminsims die besten Stücke seiner Sammlung von Gemmen und Medaillons aus der Renaissance und dem Barock. Solch eine prominente Ansammlung ist natürlich auch im Vitruvius Britannicus erwähnt.
Der Grundriss von Devonshire House definiert es als eines der frühesten der großartigen Stadthäuser aus dem 18. Jahrhundert. Damals ähnelte die Konstruktion eines großen Stadthauses der eines Landhauses aus derselben Zeit. Auch sein Zweck war gleich, nämlich, Reichtum und damit auch Macht zu demonstrieren. So stellte ein großes Stadthaus durch seine Größe und seine Konstruktion die Macht seines Besitzers durch den Kontrast mit der Monotonie kleinerer Reihenhäuser in der Umgebung heraus.
An Devonshire House führten Kents Außentreppen hinauf zu einer Beletage, wo die Eingangshalle der einzige Raum war, der sich über zwei Stockwerke erstreckte. Unauffällige Treppenpaare wurden an bescheidene Stellen auf beiden Seiten gepackt, da die Räume im Obergeschoss strikt privat waren. Fluchten von miteinander verbundenen Räumen, in denen der meiste Platz für die Bibliothek reserviert war, flankierten die zentralen Hallen. Sie passten sich der Tradition der symmetrischen, barocken Paradezimmer an, einer Konstruktion, die nicht für große Versammlungen geeignet war. Einige Jahre später schufen Architekten wie Matthew Brettingham als Erste kompaktere Konstruktionem mit einer Folge von miteinander verbundenen Empfangsräumen um ein zentrales, von oben belichtetes Treppenhaus, die es den Gästen ermöglichten, zu „zirkulieren“. Sie wurden oben an der Treppe begrüßt und konnten sich dann in einen gemütlichen „Kreislauf“ begeben und ihre Schritte eher zurückverfolgen. Diese Konstruktion wurde erstmals in dem heute abgerissenen Norfolk House realisiert, das 1756 fertiggestellt wurde. Daher scheint es, dass Devonshire House fast seit seiner Fertigstellung unmodern und für seine geplante Nutzung ungeeignet war. Daher wurden seine Innenräume seit dem Ende des 18. Jahrhunderts größtenteils umgebaut.

## Nutzung

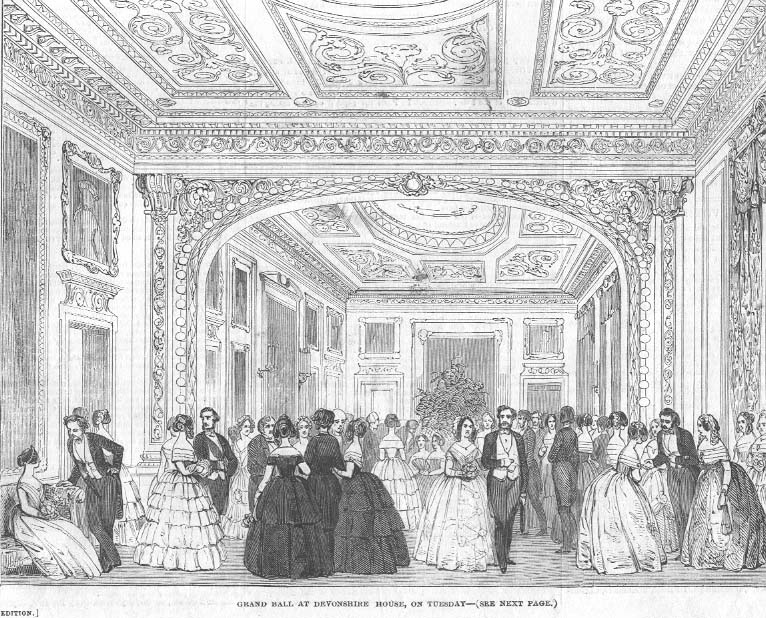
Ein Ball in Devonshire House 1850 von The Illustrated London News

Umbauten an Devonshire House führte James Wyatt über einen langen Zeitraum, von 1776 bis 1790, durch. Später tat dies auch Decimus Burton, der 1843 einen neuen Portikus, eine neue Eingangshalle und eine große Freitreppe für den 6. Duke entwarf. Damals wurde die doppelte Außentreppe abgerissen, sodass man das Haus über das Erdgeschoss durch den neuen Portikus betreten konnte. Bis dahin waren nur untergeordnete Räume im Erdgeschoss untergebracht, die im Stil des 18. Jahrhunderts die Domäne der Dienerschaft war. Die neue Treppe führte die Gäste von der niedrigen Eingangshalle aus über einen neu geschaffenen Rücksprung, der durch einen Bogen in der Mitte der Gartenfassade entstand, direkt zur Beletage. Die „Crystal Staircase“ genannte Treppe hatte einen gläsernen Handlauf und gläserne Geländerstützen. Burton legte verschiedene Haupträume zusammen. Er schuf einen weitläufigen, vergoldeten Ballsaal aus zwei früheren Salons und kreierte häufig doppelt hohe Räume auf Kosten der Schlafzimmer im Obergeschoss. Dadurch wurde das Haus noch mehr zu einem Ort für Ausstellungen und Unterhaltung anstatt eines Wohnhauses.
Devonshire House bildete den Rahmen für ein brillantes soziales und politisches Leben um William Cavendish, 5. Duke of Devonshire, und seine Frau Lady Georgiana Spencer, Duchess of Devonshire, Whig-Unterstützer von Charles James Fox.
1897 fand in dem Herrenhaus ein großer, fantasievoller Kostümball zur Feier des diamantenen Kronjubiläums von Königin Victoria statt. Die Gäste, auch Albert Edward, Prince of Wales, und die Princess of Wales, waren als lebendige historische Porträts verkleidet. Die vielen Porträtfotografien, die auf diesem Ball entstanden, schmücken zahllose Bücher über die Sozialgeschichte er späten viktorianischen Ära.

## Abriss

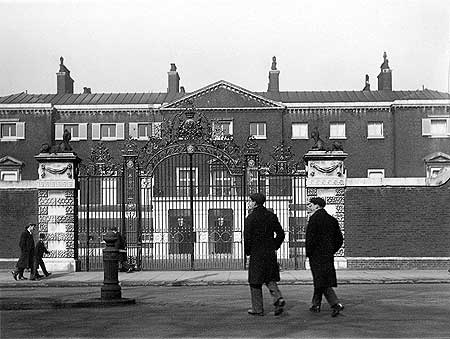
Die Eingangsfassade zum Piccadilly (1906)

Nach dem Ersten Weltkrieg trennten sich viele aristokratische Familien von ihren Stadthäusern in London und Devonshire House bildete keine Ausnahme. 1919 wurde es aufgegeben. Der Abriss des Hauses wurde verschiedene Male nostalgisch in der Literatur erwähnt. So ließ es Virginia Woolfs Clarissa Dalloway denken: „Devonshire House, without its gilt leopards“ (dt.: „Devonshire House ohne seine vergoldeten Leoparden“; eine Reverenz an die vergoldeten Tore des Hauses), als sie den Piccadilly hinunterging. Noch bekannter ist die Inspiration von Siegfried Sassoons Monody on the Demolition of Devonshire House.
Der Grund für die Aufgabe des Hauses war, dass der 9. Duke erstmals Erbschaftsteuer bezahlen musste, die sich auf über £ 500.000 belief. Zusätzlich erbte er die Schulden des 7. Dukes. Diese Doppelbelastung führte zum Verkauf von Büchern bei Caxton, darunter viele Shakespeare-Erstausgaben, und Devonshire House mit seinem noch wertvolleren, 12.138 m² großen Innenstadtgrundstück. Der Verkauf wurde 1920 zu einem Preis von £ 750.000 abgeschlossen und das Haus abgerissen. Die beiden Käufer waren Shurmer Sibthorpe und Lawrence Harrison, reiche Industrielle, die das Grundstück verwerteten und später dort ein Hotel und ein Mietshaus bauen ließen. Als man Sibthorpe anging, dass der geplante Abriss ein Akt von Vandalismus sei, antwortete dieser unter Bezug auf die Kritiker des Gebäudes aus dem 18. Jahrhundert: „Archäologen haben sich um mich versammelt und behaupten, ich sei ein Vandale, aber ich persönlich denke, das Anwesen ist eine Beleidigung für die Augen.“

## Vermächtnis

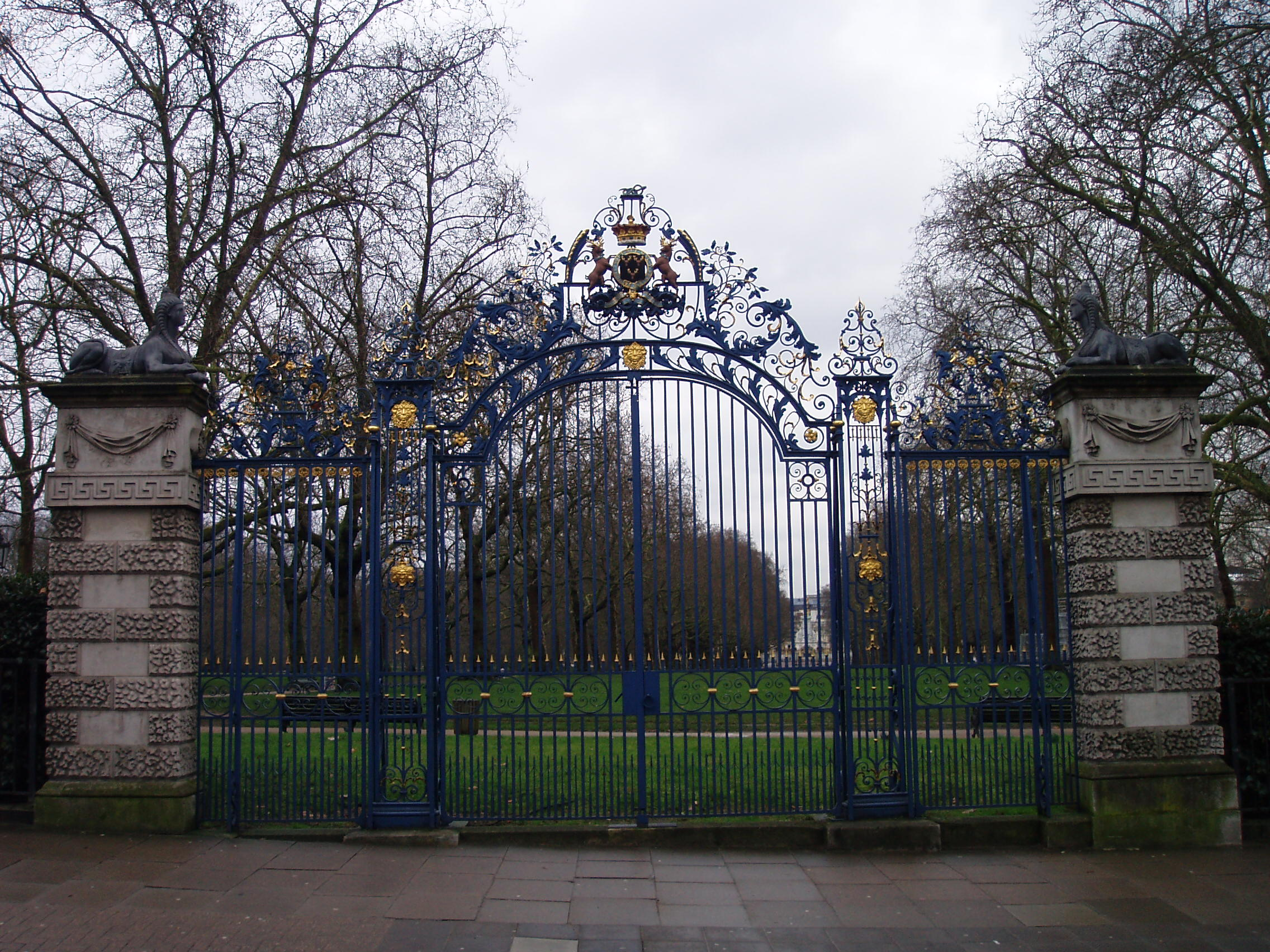
Londons Vermächtnis von Devonshire House: Die früheren Tore des Herrenhauses bilden nun den Eingang zum Green Park in London.

Ein neues Geschäftshaus am Piccadilly wurde 1924 von Holland, Hannen & Cubitts fertiggestellt. Es heißt heute ebenfalls Devonshire House. Im Zweiten Weltkrieg befand sich dort das Hauptquartier der War Damage Commission.
Einige der Gemälde und Möbelstücke von Devonshire House befinden sich heute am Hauptsitz der Dukes of Devonshire in Chatsworth House. Als Fragmente des Herrenhauses sind die Tore zum heutigen Green Park und der Weinkeller (heute Fahrscheinverkauf an der U-Bahn-Station Green Park) bis heute erhalten. Weitere architektonisch interessante Stücke, wie Eingangstüren, Kaminsimse und Möbelstücke wurden in Chatsworth House verbracht. Manche dieser eingelagerten Stücke wurden am 5.–7. Oktober 2010 im Rahmen einer Auktion bei Sotheby’s versteigert. Bei dieser Verkaufsveranstaltung wurden fünf Kaminsimse von William Kent von Auktionator Lord Dalmeny als von speziellem Interesse und Wert beschrieben: „Sie können sie nicht kaufen, weil sie sich heute alle in als historisch gelisteten Gebäuden befinden. Das ist, als wäre es Ihnen möglich, Rubens zu beauftragen, Ihre Decke zu bemalen.“
Die schmiedeeisernen Einfahrtstore zwischen ihren Zargen mit rustizierten Ecksteinen, auf denen Sphinxs sitzen, wurden auf der anderen Straßenseite als Eingangstore zum Green Park wiederaufgebaut.
In der kurzen Reihe großartiger, einzeln stehender Aristokratenhäuser, die einst im Londoner Westend zu finden waren, wo selbst die Reichsten und Schönsten mit einiger Wahrscheinlichkeit in Reihenhäusern lebten, haben sich die meisten, wie Devonshire House, Norfolk House und Chesterfield House unter die Tausende von abgerissenen Häusern in England eingereiht. Lansdowne House ging wegen einer Straßenverbreiterung seiner Frontfassade verlustig. Nur ganz wenige sind übriggeblieben, und dies meist in öffentlicher Hand oder im Eigentum von Firmen: Marlborough House fiel im 19. Jahrhundert an die Krone. Apsley House blieb erhalten, ist aber heute ein Museum auf einer kleinen Insel inmitten des Verkehrs; seine Gärten sind längst verschwunden und die Familie lebt nur im obersten Stockwerk. Spencer House ist ein Veranstaltungsort. Manchester House beherbergt die Wallace Collection. Bridgewater House von Charles Barry dient heute als Bürohaus. Clarence House von John Nash ist das letzte von Londons großartigen, architektonisch wichtigen Stadthäusern, das heute noch so genutzt wird, wie seine Erbauer es einst vorgesehen hatten.